# Урок дочкам
«Урок дочкам» — комическая пьеса в одно действие, написанная И. А. Крыловым в 1807 году. Впервые была напечатана в 1807 году, второй раз в 1816. Впервые была поставлена на театральной сцене Петербурга 18 июня 1807 года.

## Сюжет
Сюжет комедии опирается на пьесу Мольера «Смешные жеманницы». В журнале «Северный Меркурий» был даже намёк на плагиат. Сам автор говорит, что подражание мастерству Мольера является вполне естественным, он обращает внимание на то, как французский комедиограф, не вставляя в пьесу длинных нравоучений, тонко высмеивает порок, против которого направлено произведение. Однако Крылов главную интригу строит иначе: у Мольера слуги плетут интриги по воле своих господ, а у Крылова слуга становится главным героем и сам закручивает сюжет для изменения своей жизни в лучшую сторону. Связь же с популярной комедией прошлого демонстрирует актуальность проблемы и то, что «театр пороков не исправляет».
Сюжет комедии «Урок дочкам» строится в противостоянии двух мировоззренческих лагерей: патриота-отца Велькарова и его дочерей Фёклы и Лукерьи, выказывающих приверженность всему французскому. Велькаров, видя помешательство своих дочерей на французском, решает увезти их в деревню. Он преследует целью отучение дочерей от французского и привитие им русского, национального: «Да покиньте хоть на час свое кривлянье, жеманство, мяукание в разговорах, кусанье и облизывание губ, полусонные глазки, журавлиные шейки — одним словом, всю эту дурь, — и походите хоть немножко на людей!» Для контроля он приставляет к дочерям няню Василису, которая весьма комично напоминает девочкам о том, что они русские: «…извольте гневаться по-русски!» или «…извольте радоваться по-русски!».
Другую линию сюжета представляют двое влюбленных — Семён и Даша являются слугами и из-за отсутствия денег никак не могут пожениться. Тогда Семён решается на авантюру: он притворяется французским маркизом, которого ограбили в пути, и обманывает молодых дворянок. Велькаров даёт ему денег и добротный кафтан, и просит «маркиза» не говорить с его дочерьми по-французски, что тому и на руку. Он рассказывает небылицы о Франции: сутки там на шесть часов меньше, по-французски там не читают, а только говорят. Ослепленные его происхождением молодые дворянки верят ему во всём и во что бы то ни стало собираются заполучить его в мужья. Но обман раскрывается. Семёна и Дарью прощают за их обман и обещают помощь в устроении свадьбы. Вот так молодые дворянки получают урок, который показывает, что всё хорошо в меру.

## Критика
Ю. В. Стенник пишет, что комедия Крылова довольно типична для 1800—1810-х годов: «Острая пародийность превратила комедию в средство борьбы для осмеяния французских нравов».
Критики отмечают невероятный успех данной пьесы на театральной сцене. Н. Степанов пишет, что произведение проникнуто «горячим патриотическим чувством», с целью побуждения уважения и любви к русской культуре, сохранения национальных традиций. Театральный критик отмечает, что автор «колол не в бровь, а прямо в глаз» так, что нельзя было «заглушить смех зрителей, которые вместе с автором комедии были возмущены модным воспитанием».